# ジヒドロチミン
ジヒドロチミン（dihydrothymine）は、チミンの代謝中間体の一つ。